# André-Noël Pagin
André-Noël Pagin (París, 1721 - 1785) fou un violinista i compositor francès del Classicisme.
En la seva joventut passà a Itàlia per a perfeccionar-se en el seu art, i allà va rebre lliçons de Tartini. De retorn a la seva pàtria adquirí gran fama, però no volent executar altres composicions que les del seu mestre, es formà en la seva contra l'animadversió dels seus col·legues francesos, els quals el feren tributar aplaudiments irònics en un concert, el que motivà que Pagin deixes des de llavors de presentar-se en públic. El duc de Clermont, compadit de Pagin, del que havia sigut protector, l'emprà a casa seva, com a músic de la seva cambra, assignant-li un pensió de 6.000 francs, i des de llavors el violinista va poder ser escoltat en diversos salons de la noblesa.
Tingué entre els seus alumnes al seus compatriotes Etienne Bernard Barrière o Pierre Lahoussaye i publicà sis sonates per a violí amb baix continu (París, 1748).